# Merkit
Els merkit o märkit (en plural merkites) fou un dels pobles turcomongols que habitaven les terres al nord dels kerait, al curs inferior del Selenga.
No se sap si eren turcs o mongols i presenten elements cristians. Han estat identificats amb els moukri dels escriptors romans d'Orient del segle vi que al seu torn podrien ser els Mo-ho dels xinesos, és a dir els tungús de l'Amur dels segles vii i viii.